# Nipponomysis brevicauda
Nipponomysis brevicauda är en kräftdjursart som beskrevs av Nobuyuki Fukuoka och Murano 200. Nipponomysis brevicauda ingår i släktet Nipponomysis och familjen Mysidae. Inga underarter finns listade i Catalogue of Life.